# Górki (Kalisz)
Pour les articles homonymes, voir Górki.
Górki est une localité polonaise de la gmina de Szczytniki, située dans le powiat de Kalisz en voïvodie de Grande-Pologne.